# Чревен сок
Чревният сок (на латински: succus entericus) представлява светложълт воднист секрет, който се произвежда от жлезите на тънкото черво. Тук, заедно с панкреатичният и жлъчният сок, които се изливат върху хранителния химус, се извършва разграждането и усвояването на хранителните вещества.
Секрецията на чревния сок се стимулира по два начина:
- Механичен – от механичните дразнения и натиск на частично смляната храна върху нервно-жлезния апарат в стените на тънките черва.
- Химичен – от химични подбудители, съдържащи се в хранителната каша: стомашният и панкреатичният сок, слабите разтвори от солна киселина, продуктите от разпадането на белтъчините и въглехидратите, и др.

Чревният сок има алкална реакция: pH ≈ 8. При човека за едно денонощие се отделят около 2 литра чревен сок.